# Emma Maleras
Pour les articles homonymes, voir Maleras (homonymie).
Emma Maleras i Gobern, née à Ripollet le 27 mai 1919 et morte le 13 juin 2017 à Barcelone, est une danseuse et chorégraphe catalane, particulièrement connue pour son art des castagnettes.

## Biographie
Emma Maleras étudie le piano au Conservatoire de Musique du Grand théâtre du Liceu. Parallèlement, elle commence des études de danse classique à l'âge de dix ans, toujours au Liceu, avec les chorégraphes Pauleta Pàmies et Joan Magrinyà.
Elle devient professeure de musique en 1927. Progressivement, elle perfectionne sa méthode dans le flamenco et, surtout, dans les castagnettes, qu'elle théorise dans les années soixante. Elle en devient une référence internationale.
Elle joue notamment au Palais de la musique catalane, en introduisant, pour la première fois, les castagnettes dans un orchestre symphonique.

## Postérité
- Elle est la créatrice d'une méthode d'étude des castagnettes qui porte son nom et demeure connue dans le monde entier[5];
- Le Centre de documentation et Musée des Arts scéniques de Barcelone conserve une grande partie de son fonds de danseuse et de chorégraphe[6];
- Une place publique de la ville de Ripollet porte son nom[7].